# Ousmane Camara
Ousmane Camara (ur. 28 października 1963) – malijski judoka. Olimpijczyk z Seulu 1988, gdzie zajął dziewiąte miejsce w wadze lekkiej.
Uczestnik mistrzostw świata w 1987 i Pucharu Świata w 2000. Piąty na mistrzostwach Afryki w 2000 roku.

## Letnie Igrzyska Olimpijskie 1988
| Konkurencja | Eliminacje             | Repasaże                | Klas. końcowa |
| Konkurencja | Przeciwnik 1           | Przeciwnik 1            | Miejsce       |
| ----------- | ---------------------- | ----------------------- | ------------- |
| 71 kg       | Marc Alexandre (FRA) P | Bertalan Hajtós (HUN) P | 9.            |